# ジェット気流 (アルバム)
『ジェット気流』（ジェットきりゅう）は、2007年7月11日に発売されたMEGARYUの7作目のアルバム（フルアルバムとしては3枚目）。

## 収録曲
1. 最強プレイス〜今こそ築け〜
2. 春夏秋冬 LOVE
3. WAY
4. 電光石火のごとく
5. STAR
6. STAND UP
7. ROOTS
1stシングル
8. 奪い去りたい
9. アツアツで居て欲しい
10. タフなハート
11. 友よ
12. もっと自由に
13. MUSICAL POWER
14. いつも二人で